# Wojciech Prażmowski (fotograf)
Wojciech Prażmowski (ur. 8 maja 1949 w Częstochowie) – polski fotograf, przedstawiciel nurtu fotografii kreacyjnej.

## Życiorys
Absolwent Technikum Leśnego (1968). Po maturze, we wrześniu, zaczął pracować w nadleśnictwie niedaleko Częstochowy. W czerwcu 1969 zrezygnował z wykonywania wyuczonego zawodu, by profesjonalnie zająć się fotografią.
Po nieudanym starcie do łódzkiej „filmówki”, był laborantem w Zakładzie Nowych Technik Nauczania Wyższej Szkoły Nauczycielskiej w Częstochowie, prowadził zajęcia z przedmiotu Elementy Warsztatu Fotograficznego; pracował tam do 1982. W latach 1972–1974 studiował w Škole Vytvarnej Fotografie w Brnie (dyplom w 1974). Od 1977 członek ZPAF. Wykładowca fotografii w poznańskiej ASP do roku akademickiego 2002/03, w Wyższym Studium Fotografii przy Szkole Filmowej w Łodzi oraz w Warszawskiej Szkole Fotografii.
Uczestnik krajowych i międzynarodowych wystaw, m.in. 1 Ars Baltica Fototriennale „Koniec Utopii”, prace wystawiał m.in. w Japonii. Autorskie wystawy to m.in. „Album rodzinny” „Sto fotografii”, „Biało-czerwono-czarna”. Jego mistrzyni to Zofia Rydet. Motywy twórczości: opowieść o przemijaniu, przede wszystkim w konfrontacji z życiem codziennym. Prace Wojciecha Prażmowskiego przybierają formę kolaży i instalacji. Jego fotografie mają w swoich zbiorach Muzeum Sztuki w Łodzi, CSW Zamek Ujazdowski w Warszawie, Muzeum Narodowe we Wrocławiu, Muzeum Śląskie w Katowicach, MoMA w Nowym Jorku, Strieped House Museum of Art w Tokio.
Gorący zwolennik tradycyjnych technik fotograficznych, z dużym dystansem odnoszący się do fotografii cyfrowej.
Był bohaterem filmu dokumentalnego Łukasza Wylężałka Portret wewnętrzny oraz jest autorem zdjęć i projektu graficznego płyty Yaniny pod tym samym tytułem zawierającej utwór z tego filmu.

## Nagrody i wyróżnienia
- Srebrny Medal „Zasłużony Kulturze Gloria Artis” (2009)[7][8]
- Nagroda ZAiKS-u w dziedzinie sztuk wizualnych (2013)[9]
- Nagroda Specjalna ZAiKS-u (2019)[9]
- Nagroda 100-lecia ZAiKS-u (2020)[9]